# Jesse Ramsden
Jesse Ramsden FRSE (Halifax, 6 de outubro de 1735 — Brighton, 5 de novembro de 1800) foi um fabricante de instrumentos astronômicos e científicos inglês.
Sobrinho-neto do matemático e astrônomo Abraham Sharp.